# Spielberg ti odio
Spielberg ti odio è il primo romanzo del 2007 di Matteo Maffucci, che in precedenza aveva già pubblicato altri due libri.

## Trama
Filippo è un ragazzo di trent'anni assolutamente normale, che decide di fare il grande passo di lasciare la casa genitoriale e prendersi un appartamento tutto per sé. L'appartamento, procuratogli dalla zia, è un monolocale di appena 65 m², in cui dopo aver lasciato malamente la fidanzata Elisa, Filippo si sente veramente solo ed entra in una profonda crisi emotiva.
Tenta di sostituire la presenza della fidanzata con un cane, mentre nella sua vita rientra il padre, ex capostruttura Rai. In piena crisi di mezza età, l'uomo ha cominciato a fumare droghe leggere e si è tinto i capelli. Filippo, ormai pentitosi di aver lasciato la ragazza, passa le sue giornate in uno stato di profonda malinconia a guardare a ripetizione i vecchi film di Steven Spielberg, nella videoteca semideserta dove lavora.

## Edizioni
- Matteo Maffucci, Spielberg ti odio, collana 24/9, Rizzoli, 2007,  p. 164, ISBN 978-88-17-01516-5.